# Ballig

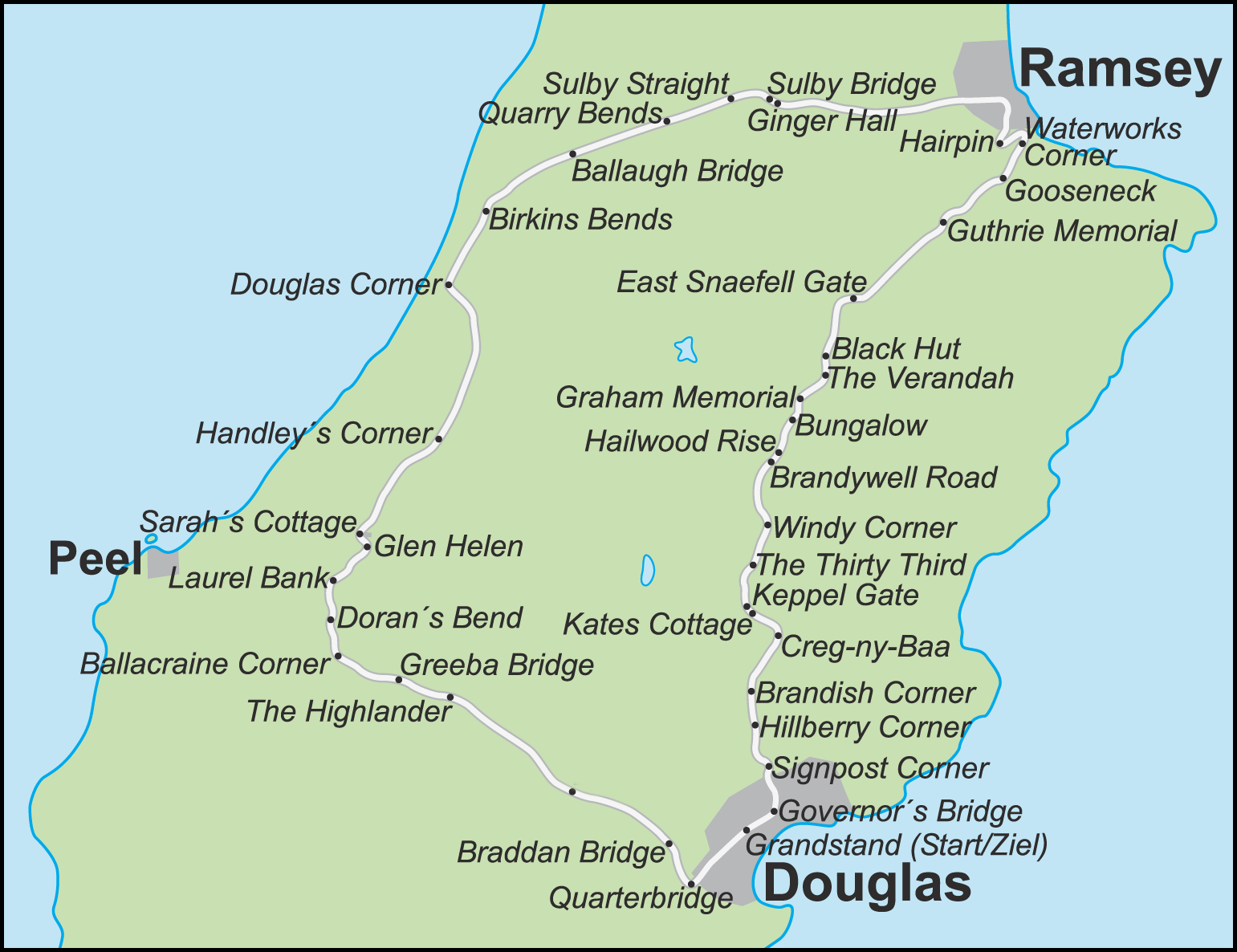
Ballig, Ballig Bridge en Doran's Bend liggen bij elkaar aan de westkant van de Snaefell Mountain Course

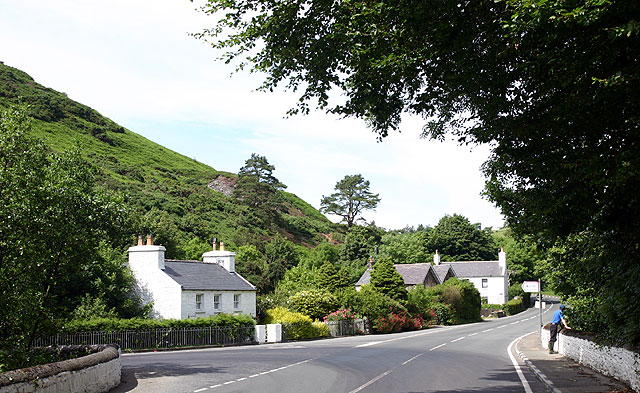
De A3 Castletown -
Ramsey Road bij Ballig Bridge. Na het laatste witte huis ligt Doran's Bend

Ballig (ook bekend als Ballig Bridge) (Manx: Farm of the hollow) is een gehucht van enkele huizen op het eiland Man.
Het ligt in de civil parish German in de buurt van het dorp St John's langs de A3 Castletown - Ramsey bij de kruising met de A20 Poortown Road. De omgeving wordt gedomineerd door landbouwgrond, Beary Mountain, het dorp St John's en Tynwald Mills (een voormalige watermolen, tegenwoordig winkelcentrum).

## Isle of Man TT en Manx Grand Prix
Ballig ligt ook langs de Snaefell Mountain Course, het circuit dat gebruikt wordt voor de Isle of Man TT en de Manx Grand Prix. Het vormt het een van de markante punten langs dit circuit en ligt tussen de 8e en de 9e mijlpaal. Ballig maakte ook deel uit van de Highroads Course en de Four Inch Course, die gebruikt werden voor de Gordon Bennett Trial en de RAC Tourist Trophy van 1904 tot 1922. Het hoorde ook bij de St John's Short Course, die voor motorraces werd gebruikt van 1907 tot 1910.
Het dal bij de Neb is tegenwoordig vrij bosrijk, maar was in de eerste helft van de twintigste eeuw tamelijk open en begroeid met hyacinten. Daardoor was er ook veel ruimte voor het publiek, dat ook in de zijweg naar Peel kon staan en bij laag water onder de brug door naar de andere kant van de weg kon gaan. Tegenwoordig is de hele rechterkant van het circuit bij Ballig verboden terrein voor de toeschouwers. Meteen na Ballig Bridge ligt een binnendoorweg naar Peel, maar verder was het hele circuitdeel van Ballig tot aan Cronk-y-Voddy door het ontbreken van wegen onbereikbaar voor de organisatie van de Isle of Man TT, die in Douglas zetelde. Tot telefoon- en radioverbindingen dit probleem oplosten, werkten de scouts van Man als boodschapper te voet, maar ook als marshal om rijders te waarschuwen als er iets was gebeurd.

## Circuitverloop

### Ballig Bridge
Na de bochten bij Ballaspur hebben de coureurs slechts enkele honderden meters om te accelereren naar Ballig Bridge, de brug over de Neb. In het verleden was dit een "humpback" brug, een flinke boog waar de sprongen die de coureurs maakten nog veel verder waren dan die bij de nu beruchte Ballaugh Bridge. Ze moesten dat doen zonder achtervering en het gebeurde dan ook regelmatig dat kettingen, frames of wielen het begaven. Aanvankelijk lag er tot overmaat van ramp aan de achterkant van de brug nog een flinke kuil, maar die werd in 1920 in elk geval gedeeltelijk gedempt. In 1935 werd de hele brug herbouwd, waardoor de boog minder werd, maar veilig vonden de coureurs haar nog steeds niet. Tegenwoordig merken de coureurs niet veel meer van de brug. Ze beginnen hier al naar de rechterkant van de weg te gaan om Doran's Bend te kunnen ronden. Vóór de brug werd verbeterd verklaarde Stanley Woods dat bij het kiezen van de meest ideale lijn het stuur boven de leuning van de brug hing. Dat kon echter alleen als hij dan al met de wielen los van de grond was, anders was de brugleuning te hoog. In 1922 brak tijdens de Junior TT het stuur van zijn Royal Enfield bij het landen. Er werden sprongen tot 18 meter gemeten. Toen de brug in 1935 was verbeterd verklaarden coureurs dat dit zorgde voor 3 tot 5 seconden kortere rondetijden.

### Doran's Bend
Tijdens een avondtraining voor de Isle of Man TT van 1950 viel Bill Doran met een AJS in de bocht bij Ballig. Hij had diverse sneden, bloeduitstortingen en een gebroken been. Bill Doran verscheen in het hele seizoen niet meer aan de start. De bocht waar dit gebeurde werd uiteindelijk "Doran's Bend" genoemd, maar dat was jaren later, toen Doran zijn carrière al beëindigd had. Doran's Bend is een snelle linker bocht, die onoverzichtelijk en lang doorloopt, waardoor het moeilijk is de juiste lijn (apex) te vinden. De buitenbocht bestaat uit een troittoir en lage stenen muurtjes, de binnenbocht heeft een hoge wal die begroeid is met klimop. Minstens twee coureurs hebben zich daar lelijk in vergist: de lokale rijder John Crellin, die in 1988 dacht dat het een met klimop begroeid talud was, en Steve Hislop, die in hetzelfde jaar met zijn helm door de klimop reed en toen ontdekte dat er geen heg achter zat (zoals hij jarenlang gedacht had) maar een stenen wand. Dat gebeurde bij een snelheid van 190 km/h en hij had er nog een paar ronden last van.

## Gebeurtenissen bij Ballig Bridge
- Op 6 juni 1986 verongelukte Andy Cooper met een 750cc Suzuki tijdens de Senior TT

## Gebeurtenissen bij Doran's Bend
- Op 1 september 1967 verongelukte Kenneth Herbert met een Norton Manx tijdens de training voor de Manx Grand Prix
- Op 7 juni 1989 verongelukte Phil Mellor met een 1100cc Suzuki tijdens de Production TT. Toen tijdens dezelfde race ook Steve Henshaw bij Quarry Bends verongelukte schrapte de organisatie de Production TT acht jaar lang.

## Veranderingen aan het circuit
- In 1934 werd een schaapshek aan de oostkant van Snaefell Mountain verwijderd en ook de verhoogde brug bij Ballig
- Begin jaren zestig werd de weg verbreed bij Ballig en Greeba Bridge.

## Trivia
- Ballig Bridge werd in 1935 gebruikt als filmlocatie voor de film No Limit van George Formby. In dat jaar was de brug nog een gevaarlijke springschans, want ze was verhoogd en de coureurs sprongen eroverheen.

(Markante punten in cursief zijn onofficiële punten of worden alleen gebruikt binnen Marshal Sectors)
1e mijl:
TT Grandstand ·
Nobles Park ·
St Ninian's Crossroads ·
Bray Hill ·
Ago's Leap ·
Quarterbridge Road ·
1st Milestone ·
2e mijl:
Wal Handley Memorial Seat ·
Quarterbridge ·
Port-y-Chee Meadow ·
Braddan Bridge ·
Jubilee Oak ·
Braddan Bridge House ·
Braddan Depot ·
Snugborough (Cronk Dhoo) ·
2nd Milestone ·
3e mijl:
Union Mills (Mullen Dhoo, Mwyllin Dhoo Aah, Mullin Doway) ·
Railway Inn ·
Ballahutchin Hill (Elm Bank Hill) ·
3rd Milestone ·
4e mijl:
Ballafreer ·
Glenlough ·
Ballagarey Corner ·
Glen Vine (Glen Darragh) ·
Ballabeg ·
4th Milestone ·
5e mijl:
Crosby ·
Crosby Left (Vicarage Corner) ·
Crosby Cross-Roads ·
5th Milestone ·
6e mijl:
Crosby Hill (Ballaglonney Hill of Halfway Hill) ·
Halfway House (The Waggon & Horses) ·
St Trinian's ·
The Highlander ·
Greeba Verandah ·
Pear Tree Cottage ·
Greeba Castle ·
6th Milestone ·
7e mijl:
Appledene (Shimmin's Corner) ·
Central Valley (Greeba Gap) ·
Greeba Bridge ·
The Hawthorn ·
Knock Breck ·
Gorse Lea ·
7th Milestone ·
8e mijl:
Ballagarraghyn ·
Ballacraine ·
Ballaspur ·
Ballig ·
8th Milestone ·
9e mijl:
Ballig Bridge ·
Doran's Bend ·
Laurel Bank ·
9th Milestone ·
10e mijl
Glen Moar Mill ·
Black Dub ·
Quarter-Distance Marker ·
The Vaish ·
Glen Helen (Glen Rhenass) ·
Sarah's Cottage ·
Creg Willey's Hill ·
10th Milestone ·
11e mijl:
Lambfell Beg ·
Lambfell (Moar) Cottage ·
Cronk-y-Voddy (Cronk-y-Voddy Straight) ·
Cronk-y-Voddy Cross Roads ·
Molyneux's ·
Cronk Bane Farm ·
11th Milestone ·
12e mijl:
Drinkwater's Bend ·
Handley's Corner (Cronk-y-Fedjag, Ballamenagh) ·
12th Milestone ·
13e mijl:
McGuinness's (Shoughlaigue Bridge) ·
Ballaskyr ·
Barregarrow Cross Roads (Cronk Aashen) ·
Barregarrow ·
Little Bray ·
Barregarrow Bottom ·
Cammal Farm ·
Cronk Urleigh ·
13th Milestone ·
14e mijl:
Ballalonna Bridge ·
Westwood Corner ·
Ballakinnag ·
14th Milestone ·
15e mijl:
Douglas Road Corner ·
Glen Wyllin Corner ·
The Mitre ·
Dave Saville Memorial Seat ·
Kirk Michael ·
The White House ·
15th Milestone ·
16e mijl:
Birkin's Bend ·
Rhencullen ·
Bishopscourt ·
Bishopscourt Farm Bends ·
Bishopscourt Straight ·
Orrisdale North ·
16th Milestone ·
17e mijl:
Dub Cottage (Bishop's Dub) ·
Alpine Cottage ·
Balla Cobb ·
17th Milestone ·
18e mijl:
Ballaugh Bridge ·
Ballaugh ·
Gwen's ·
Ballacrye Corner ·
Ballacrye ·
18th Milestone ·
19e mijl:
Quarry Bends ·
Ballavolley ·
Wildlife Park ·
Sulby Straight ·
Half-distance Marker ·
19th Milestone ·
20e mijl:
Sulby ·
Sulby Glen Hotel ·
Sulby Crossroads ·
Sulby Bridge ·
20th Milestone ·
21e mijl:
Ginger Hall ·
Kerrowmoar ·
21st Milestone ·
22e mijl:
Glen Duff ·
Glentramman ·
Temple Corner (Water Through Corner) ·
Glentramman Loop Road ·
Churchtown ·
Caravan ·
22nd Milestone ·
23e mijl:
Lezayre War Memorial ·
Ballakillingan ·
Conker Fields ·
K-tree ·
Sky Hill ·
Milntown Cottage (Pinfold Cottage) ·
Milntown Bridge (Glen Auldyn Bridge) ·
Milntown ·
Gardener's Lane ·
23rd Milestone ·
24e mijl:
Lezayre Road ·
School House Corner (Crossags, Russel's Corner) ·
Parliament Square ·
Queen's Pier Road ·
Ramsey Depot ·
Cruickshanks Corner ·
May Hill ·
24th Milestone ·
25e mijl:
Whitegates ·
Stella Maris ·
Ramsey Hairpin ·
Little Gooseneck ·
Water Works Corner ·
Ballure Reservoir ·
Mountain Section ·
Tower Bends ·
25th Milestone ·
26e mijl:
Gooseneck ·
Joey's (26th Milestone) ·
27e mijl:
Guthrie's Memorial ·
The Cutting ·
27th Milestone ·
28e mijl:
Milligan's Bridge ·
Mountain Mile ·
28th Milestone ·
29e mijl:
Three-Quarter distance marker ·
Mountain Box (East Mountain Gate, East Snaefell Gate) ·
29th Milestone ·
30e mijl:
Casey's (Rice's Corner, George's Folly) ·
Black Hut (Stonebreakers Hut, Shepherd's Hut) ·
John Smyth Memorial Shelter ·
Verandah ·
30th Milestone ·
31e mijl:
Bungalow Bridge ·
Stonebridge ·
Les Graham Memorial ·
Bungalow Bends ·
McIntyre Box ·
Murray's Museum ·
Joey Dunlop Memorial ·
The Bungalow ·
31st Milestone ·
32e mijl:
Hailwood's Rise ·
Hailwood's Height ·
Brandywell (West Mountain Gate, Beinn-y-Phott Gate, Bungalow Gate) ·
Duke's (32nd Milestone) ·
33e mijl:
Windy Corner (Nobles Corner) ·
Nobles Park Road ·
Slieu Lhost Quarry ·
Thirty-Third (33rd Milestone) ·
34e mijl:
Keppel Gate (Clarke's Corner) ·
Kate's Cottage (Shepherd's House) ·
34th Milestone ·
35e mijl:
Creg-ny-Baa (the Keppel Hotel) ·
Gob-ny-Geay (Sunny Orchard) ·
35th Milestone ·
36e mijl:
Brandish Corner (Telegraph Hill, O'Donnell's en Upper Hillberry Corner) ·
Hillberry Corner ·
36th Milestone ·
37e mijl:
Glen Dhoo Farm ·
Hillberry Road ·
Cronk-ny-Mona ·
Johnny Watterson's Lane ·
Signpost Corner ·
Bedstead Corner ·
The Nook ·
37th Milestone ·
38e mijl:
Bemahague ·
Governor's Bridge ·
Governor's Dip ·
Glencrutchery Road ·
38th Milestone